# Jony (piosenkarz)
Jony (zapis stylizowany: JONY), właściwie Cahid Hüseynli (ur. 29 lutego 1996 w Baku) – azersko-rosyjski piosenkarz, raper i autor tekstów mieszkający na stałe w Rosji.

## Wczesne lata
Urodził się 29 lutego 1996 w Baku, stolicy Azerbejdżanu. Mając 4 lata wraz z rodziną przeprowadził się do Moskwy. Ma jednego brata. Chociaż dorastał i mieszka w Rosji uważa siebie z narodowości za Azera.
Ukończył studia na Państwowym Uniwersytecie Zarządzania w Moskwie.

## Kariera
W 2018 roku w serwisie YouTube opublikował swój cover utworu „Fly Away” ukraińskiego piosenkarza T-Festa, dzięki któremu został dostrzeżony przez wytwórnię Raava Music, z którą po negocjacjach podpisał kontrakt i zaczął pracę nad autorskimi kompozycjami. Kontrakt z wytwórnią otworzył mu drzwi do wydania singli solowych jak i z udziałem rosyjskich wokalistów takich jak m.in. El'man, Mot i Gafur. 
Przełom komercyjny dla artysty nastąpił po wydaniu jego pierwszego albumu studyjnego pt. „Spisok twoich mysliej”, który dotarł do pierwszej dziesiątki łotewskiej listy notowań oraz na niższe miejsca w notowaniach albumów w Estonii i na Litwie. Dwa utwory z tego albumu - „Lali” i „Love Your Voice” nie zostały wydane jako single, lecz dostały się na listy notowań AirPlay na Łotwie i w Grecji. Niektóre jego utwory zanotowały także miejsca w regionalnych listach notowań Spotify na terenie Indii, Turcji, Łotwy, Grecji, Bułgarii, Cypru i Estonii.
Zarówno rosyjski nadawca RTR jak i azerski İTV mieli proponować wokaliście i jego wytwórni Atlantic Records udział w Konkursie Piosenki Eurowizji, jednak przy trzech różnych okazjach Jony odrzucał te propozycje mimo chęci ze względu na jego brak „dopasowania” do konkursu.

## Dyskografia

### Albumy
| Rok  | Album | Najwyższe pozycje na listach | Najwyższe pozycje na listach | Najwyższe pozycje na listach | Najwyższe pozycje na listach |
| Rok  | Album | RUS                          | EST                          | LTU                          | LAT                          |
| ---- | --- | ---------------------------- | ---------------------------- | ---------------------------- | ---------------------------- |
| 2019 | Spisok twoich mysliej - Wydany: 21 czerwca 2019 - Wytwórnia: RAAVA Music, Zhara Music - Format: digital download | 1                            | 33                           | 77                           | 8                            |

### EP
| Rok  | Tytuł | Najwyższa pozycja na liście |
| Rok  | Tytuł | RUS                         |
| ---- | --- | --------------------------- |
| 2020 | Nebesnie Rozi - Wydany: 21 sierpnia 2020 - Wytwórnia: RAAVA Music, Zhara Music - Format: digital download | 1                           |

### Single

#### Jako główny artysta
| Rok                                                      | Tytuł                                           | Najwyższe pozycje na listach | Najwyższe pozycje na listach | Najwyższe pozycje na listach | Najwyższe pozycje na listach | Najwyższe pozycje na listach | Najwyższe pozycje na listach | Najwyższe pozycje na listach | Najwyższe pozycje na listach | Album                 |
| Rok                                                      | Tytuł                                           | RUS                          | RUS                          | RUS                          | RUS                          | BLR                          | LAT                          | UKR                          | UKR                          | Album                 |
| Rok                                                      | Tytuł                                           | AirPlay                      | Radio                        | YouTube                      | Radio & YouTube              | BLR                          | LAT                          | YouTube                      | Radio & YouTube              | Album                 |
| -------------------------------------------------------- | ----------------------------------------------- | ---------------------------- | ---------------------------- | ---------------------------- | ---------------------------- | ---------------------------- | ---------------------------- | ---------------------------- | ---------------------------- | --------------------- |
| 2018                                                     | „Pustoj stakan”                                 | –                            | –                            | –                            | –                            | –                            | –                            | –                            | –                            | –                     |
| 2018                                                     | „Frendzona”                                     | –                            | –                            | –                            | –                            | –                            | –                            | –                            | –                            | Spisok twoich mysliej |
| 2019                                                     | „Zwezda”                                        | –                            | –                            | –                            | –                            | –                            | –                            | –                            | –                            | Spisok twoich mysliej |
| 2019                                                     | „Alleja”                                        | –                            | 2                            | 8                            | 3                            | –                            | –                            | –                            | –                            | Spisok twoich mysliej |
| 2019                                                     | „Bez tebj’a ja ne ja”                           | –                            | –                            | –                            | –                            | –                            | –                            | –                            | –                            | –                     |
| 2019                                                     | „Kometa”                                        | –                            | 19                           | 18                           | 18                           | 46                           | 17                           | –                            | –                            | –                     |
| 2020                                                     | „Madam” (oraz Andro)                            | –                            | –                            | 34                           | –                            | –                            | –                            | 9                            | 10                           | –                     |
| 2020                                                     | „Ty Besposzchadna”                              | –                            | 32                           | 17                           | 23                           | –                            | 18                           | 5                            | 9                            | Nebesnie Rozi         |
| 2020                                                     | „Pustota”                                       | –                            | 7                            | 40                           | 117                          | –                            | –                            | –                            | –                            | –                     |
| 2021                                                     | „Padaj’u - Pojmaj’”                             | –                            | –                            | –                            | –                            | –                            | –                            | –                            | –                            | –                     |
| 2021                                                     | „Lilii” (oraz Mot)                              | 29                           | 24                           | 25                           | 20                           | –                            | –                            | 13                           | 22                           | –                     |
| 2021                                                     | „Kamnepad”                                      | –                            | –                            | –                            | –                            | –                            | –                            | 96                           | –                            | –                     |
| 2021                                                     | „Blue Eyes”                                     | –                            | –                            | –                            | –                            | –                            | –                            | –                            | –                            | –                     |
| 2021                                                     | „Boss” (oraz The Limba)                         | 10                           | –                            | 34                           | 148                          | –                            | –                            | –                            | –                            | –                     |
| 2021                                                     | „Nawerno, ty menj’a ne pomnisz’” (oraz HammAli) | –                            | –                            | 14                           | 65                           | –                            | –                            | 11                           | 16                           | –                     |
| 2021                                                     | „Ujdesz” (oraz Rakhim)                          | –                            | –                            | 64                           | 306                          | –                            | –                            | –                            | –                            | –                     |
| 2021                                                     | „Na sirenewoi lune”                             | –                            | –                            | 93                           | 358                          | –                            | –                            | –                            | –                            | –                     |
| 2022                                                     | „Titry”                                         | –                            | –                            | 14                           | 63                           | –                            | 12                           | 61                           | 95                           | –                     |
| „–” oznacza, że singel nie był notowany na danej liście. |                                                 |                              |                              |                              |                              |                              |                              |                              |                              |                       |

#### Jako gościnny artysta
| Rok                                                     | Tytuł                               | Najwyższe pozycje na listach | Najwyższe pozycje na listach | Najwyższe pozycje na listach | Najwyższe pozycje na listach | Najwyższe pozycje na listach | Album       |
| Rok                                                     | Tytuł                               | RUS                          | RUS                          | RUS                          | UKR                          | UKR                          | Album       |
| Rok                                                     | Tytuł                               | Radio                        | YouTube                      | Radio & YouTube              | YouTube                      | Radio & YouTube              | Album       |
| ------------------------------------------------------- | ----------------------------------- | ---------------------------- | ---------------------------- | ---------------------------- | ---------------------------- | ---------------------------- | ----------- |
| 2020                                                    | „Kamin” (Emin, gościnnie: Jony)     | 165                          | 16                           | 22                           | 16                           | 23                           | –           |
| 2020                                                    | „Lollipop” (Gafur, gościnnie: Jony) | 146                          | 15                           | 35                           | 12                           | 18                           | Kalejdoskop |
| 2021                                                    | „Balkon” (El'man, gościnnie: Jony)  | 65                           | –                            | 94                           | –                            | –                            | Muza        |
| „–” oznacza, że utwór nie był notowany na danej liście. |                                     |                              |                              |                              |                              |                              |             |

#### Inne notowane utwory
| Rok                                                     | Tytuł                                        | Najwyższe pozycje na listach | Najwyższe pozycje na listach | Najwyższe pozycje na listach | Najwyższe pozycje na listach | Najwyższe pozycje na listach | Najwyższe pozycje na listach | Najwyższe pozycje na listach | Najwyższe pozycje na listach | Najwyższe pozycje na listach | Najwyższe pozycje na listach | Certyfikat         | Album                 |
| Rok                                                     | Tytuł                                        | RUS                          | RUS                          | RUS                          | CYP                          | GRE                          | GRE                          | GRE                          | LAT                          | UKR                          | UKR                          | Certyfikat         | Album                 |
| Rok                                                     | Tytuł                                        | Radio                        | YouTube                      | Radio & YouTube              | CYP                          | Radio                        | Int. AirPlay                 | AirPlay                      | LAT                          | YouTube                      | Radio & YouTube              | Certyfikat         | Album                 |
| ------------------------------------------------------- | -------------------------------------------- | ---------------------------- | ---------------------------- | ---------------------------- | ---------------------------- | ---------------------------- | ---------------------------- | ---------------------------- | ---------------------------- | ---------------------------- | ---------------------------- | ------------------ | --------------------- |
| 2019                                                    | „Bez Tebja Ja Nie Ja” (oraz HammAli & Navai) | 531                          | 85                           | 218                          | –                            | –                            | –                            | –                            | –                            | –                            | –                            |                    | Spisok twoich mysliej |
| 2019                                                    | „Ti Menja Plenila”                           | –                            | 51                           | 91                           | –                            | –                            | –                            | –                            | –                            | –                            | –                            |                    | Spisok twoich mysliej |
| 2019                                                    | „Lali”                                       | –                            | 12                           | 128                          | –                            | –                            | –                            | –                            | 16                           | –                            | –                            |                    | Spisok twoich mysliej |
| 2019                                                    | „Love Your Voice”                            | –                            | 35                           | –                            | 30                           | 17                           | 1                            | 1                            | –                            | –                            | –                            | - POL: złota płyta | Spisok twoich mysliej |
| 2020                                                    | „Nebesnie Rozi”                              | 366                          | 62                           | 233                          | –                            | –                            | –                            | –                            | –                            | 63                           | –                            |                    | Nebesnie Rozi         |
| 2020                                                    | „Za Oknom Dozhdi”                            | 261                          | –                            | 251                          | –                            | –                            | –                            | –                            | –                            | 93                           | –                            |                    | Nebesnie Rozi         |
| 2020                                                    | „Pari”                                       | 18                           | 29                           | 13                           | –                            | –                            | –                            | –                            | –                            | 21                           | 31                           |                    | Nebesnie Rozi         |
| 2020                                                    | „Mir Soszjol S Uma”                          | 183                          | 41                           | 113                          | –                            | –                            | –                            | –                            | –                            | 14                           | 15                           |                    | Nebesnie Rozi         |
| 2020                                                    | „Megamix” (oraz Andro, El'man, Gafur)        | –                            | 40                           | –                            | –                            | –                            | –                            | –                            | –                            | 38                           | 64                           | –                  |                       |
| „–” oznacza, że utwór nie był notowany na danej liście. |                                              |                              |                              |                              |                              |                              |                              |                              |                              |                              |                              |                    |                       |

## Nagrody i nominacje
| Rok  | Konkurs                              | Kategoria                   | Rezultat  | Źr.    |
| ---- | ------------------------------------ | --------------------------- | --------- | ------ |
| 2020 | Nickelodeon Kids’ Choice Awards 2020 | Ulubiony rosyjski wykonawca | Nominacja |        |
| 2020 | Nagrody Muzyczne ŻARA 2020           | Przełom roku                | Wygrana   | [ 46 ] |
| 2020 | Nagrody Muzyczne ŻARA 2020           | Artysta roku                | Nominacja | [ 46 ] |
| 2020 | OK! Awards                           | Nowe twarze w muzyce        | Wygrana   | [ 47 ] |
| 2021 | Nagrody Nowoje radio                 | Najlepszy Artysta           | Wygrana   | [ 48 ] |